# Malazgirt (district)
Malazgirt is een Turks district in de provincie Muş en telt 60.263 inwoners (2007). Het district heeft een oppervlakte van 1526,7 km². Hoofdplaats is Malazgirt.
De bevolkingsontwikkeling van het district is weergegeven in onderstaande tabel.
| 1997   | 2000   | 2007   |
| ------ | ------ | ------ |
| 58.074 | 68.990 | 60.263 |

## Gemeenten in het district
Gülkoru • Konakkuran

## Plaatsen in het district
Adaksu • Ağılbaşı • Akalan • Akören • Alikalkan • Alyar • Aradere • Arslankaya • Aşağıkıcık • Aynalıhoca • Bademözü • Bahçe • Balkaya • Besçatak • Beşdam • Beypınar • Bilala • Bostankaya • Boyçapkın • Boyundere • Çayırdere • Çiçekveren • Dirimpınar • Doğantaş • Dolabaş • Erence • Fenek • Gölağılı • Güleç • Güzelbaba • Hancağız • Hanoğlu • Hasanpaşa • Hasretpınar • İyikomşu • Kadıköy • Karaali • Karahasan • Karakaya • Karakoç • Kardeşler • Karıncalı • Kazgöl • Kılıççı • Kızılyusuf • Koçali • Kulcak • Kurtulmuşoğlu • Kuruca • Laladağı • Mağalcık • Mezra • Mollabaki • Molladerman • Muratkolu • Nurettin • Odaköy • Oğuzhan • Okçuhan • Örenşar • Sarıdavut • Sırtdüzü • Söğütlü • Tatargazi • Tatlıca • Tıkızlı • Ulusu • Uyanık • Yapraklı • Yaramış • Yolgözler • Yukarıkıcık • Yurtseven